# Loreto (Włochy)
Loreto – miejscowość i gmina w środkowych Włoszech, w regionie Marche, w prowincji Ankona, nad Adriatykiem. Według danych na rok 2010 gminę zamieszkiwało 12 325 osób przy gęstości zaludnienia 696,7 os./km².

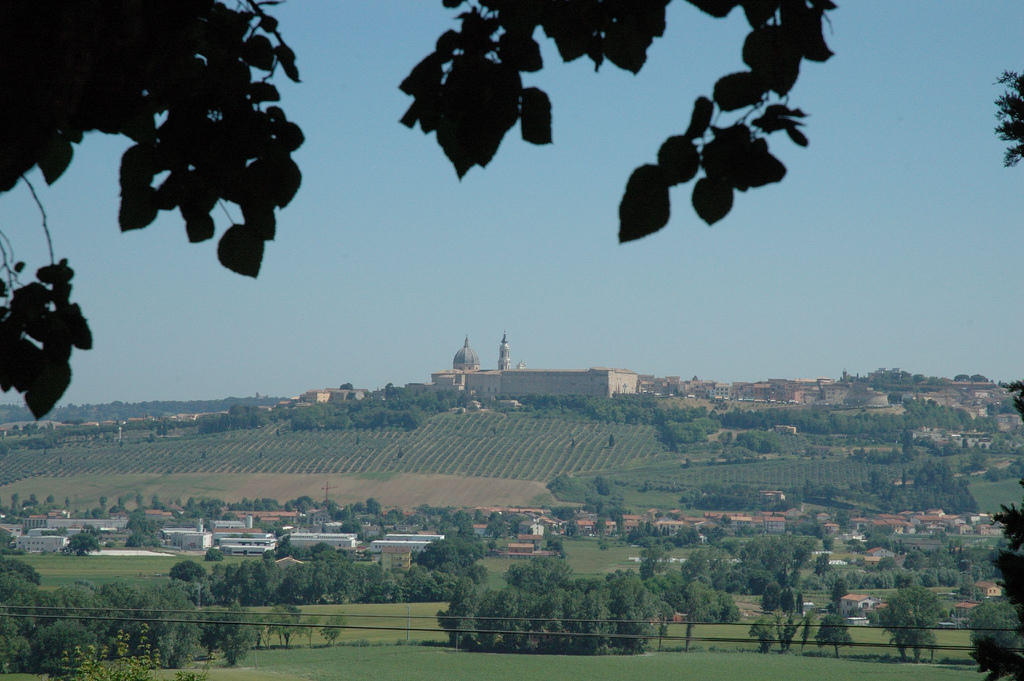
Loreto – panorama miejscowości

## Z dziejów miasta
Loreto jest przykładem miasta, gdzie obecność sanktuarium przyczynia się do rozwoju miejscowości pod względem urbanistycznym i turystycznym. Późnogotycka bazylika Santa Casa z XV w. mieści wewnątrz tzw. Święty Domek (wł. Santa Casa di Loreto), odwiedzany corocznie przez tysiące turystów z całego świata. Obiektem zainteresowania przyjeżdżających do Loreto są też dzieła
Bramantego, mozaiki autorstwa Guida Reni, freski Luki Signorellego i rzeźby Raffaella da Montelupo. Znajduje się tam też przedstawienie bitwy warszawskiej 1920 roku.
Charakterystyczna dla miasta jest masywna linia murów obronnych. Zaprojektowane przez włoskiego architekta z Florencji – Antonio da Sangallo Młodszego – i wzniesione w XVI w., zostało dodatkowo wzmocnione wiek później. Do budowli obronnych miasta należą też: Bastione del Comune (zbudowane w latach 1518–1519) oraz Le Mura Castellane (pochodzące z lat 1517–1520).
Podczas II wojny światowej miasto zostało wyzwolone przez żołnierzy polskich, którzy m.in. uratowali przed zniszczeniem miejscowe sanktuarium. Zdobycie Loreto, a później także Ankony, to część Kampanii Adriatyckiej, w której żołnierze II Korpusu Polskiego działali samodzielnie. Starano się, by doszło do jak najmniejszych zniszczeń, stąd min. ograniczono do niezbędnego minimum ostrzeliwanie artyleryjskie. Te moralne aspekty, rzadko spotykane w czasie działań wojennych, zyskały szczególne uznanie wśród samego gen. Andersa, jak i aliantów, a przede wszystkim samych Włochów. W pobliżu sanktuarium zlokalizowano polski cmentarz wojenny, wznoszący się trzema tarasami w górę ku bazylice loretańskiej. Na cmentarzu tym, w 1080 grobach spoczywają polscy żołnierze z II Korpusu Polskiego.

## Sanktuarium loretańskie
W Loreto znajduje się sanktuarium Santa Casa, miejsce kultu maryjnego, z tzw. Świętym Domkiem, który według legendy jest nazaretańskim domem Maryi. Miał on zostać przewieziony z Nazaretu do Włoch przez rodzinę De Angelis, która chciała w ten sposób uchronić go przed zniszczeniem.
Na Placu Madonny po prawej jego stronie znajduje się Pałac Apostolski, którego budowę rozpoczęto według projektu Bramantego. Prace kontynuowali Antonio da Sangallo i G. Boccalini, a ukończył go w latach 1749–1750 L. Vanvitelli. Z lewej strony znajduje się Pałac Iliryjski, wzniesiony według projektu G. Mariniego w latach 1831–1835. W środku można zobaczyć fontannę (1604–1614), dzieło G. Fontany i C. Maderno. Natomiast dzwonnica jest dziełem L. Vanvitellego (1745).
W sanktuarium znajduje się tablica upamiętniająca poległych żołnierzy Pułku Ułanów Karpackich, którzy przebyli trasę Tobruk – Loreto – Monte Cassino – Ancona – Bologna.

## Miasta partnerskie
- Altötting, Niemcy
- Częstochowa, Polska
- Einsiedeln, Szwajcaria
- Fátima, Portugalia
- Mariazell, Austria
- Nazaret, Izrael

## Galeria zdjęć

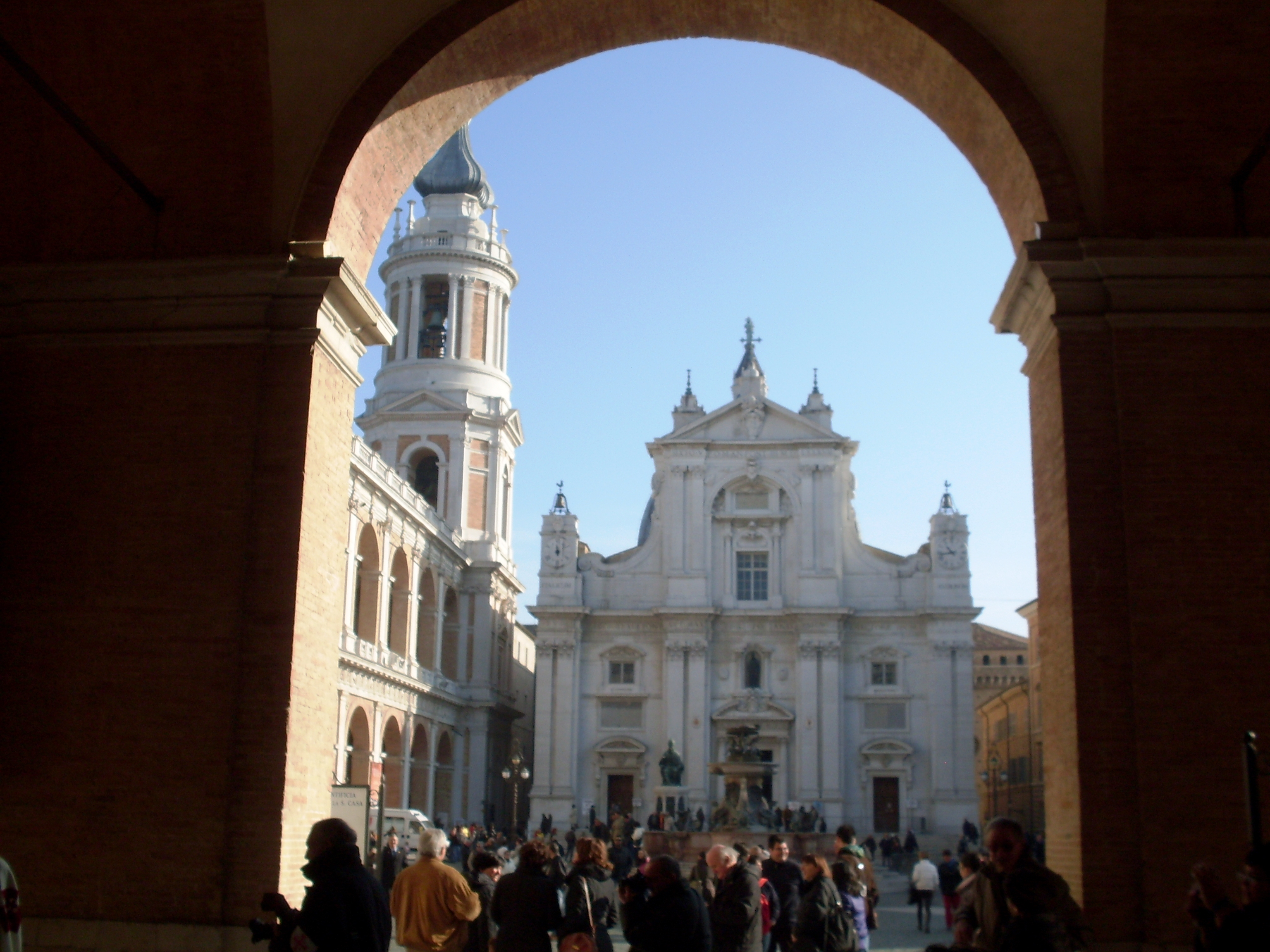
Plac i fronton bazyliki loretańskiej
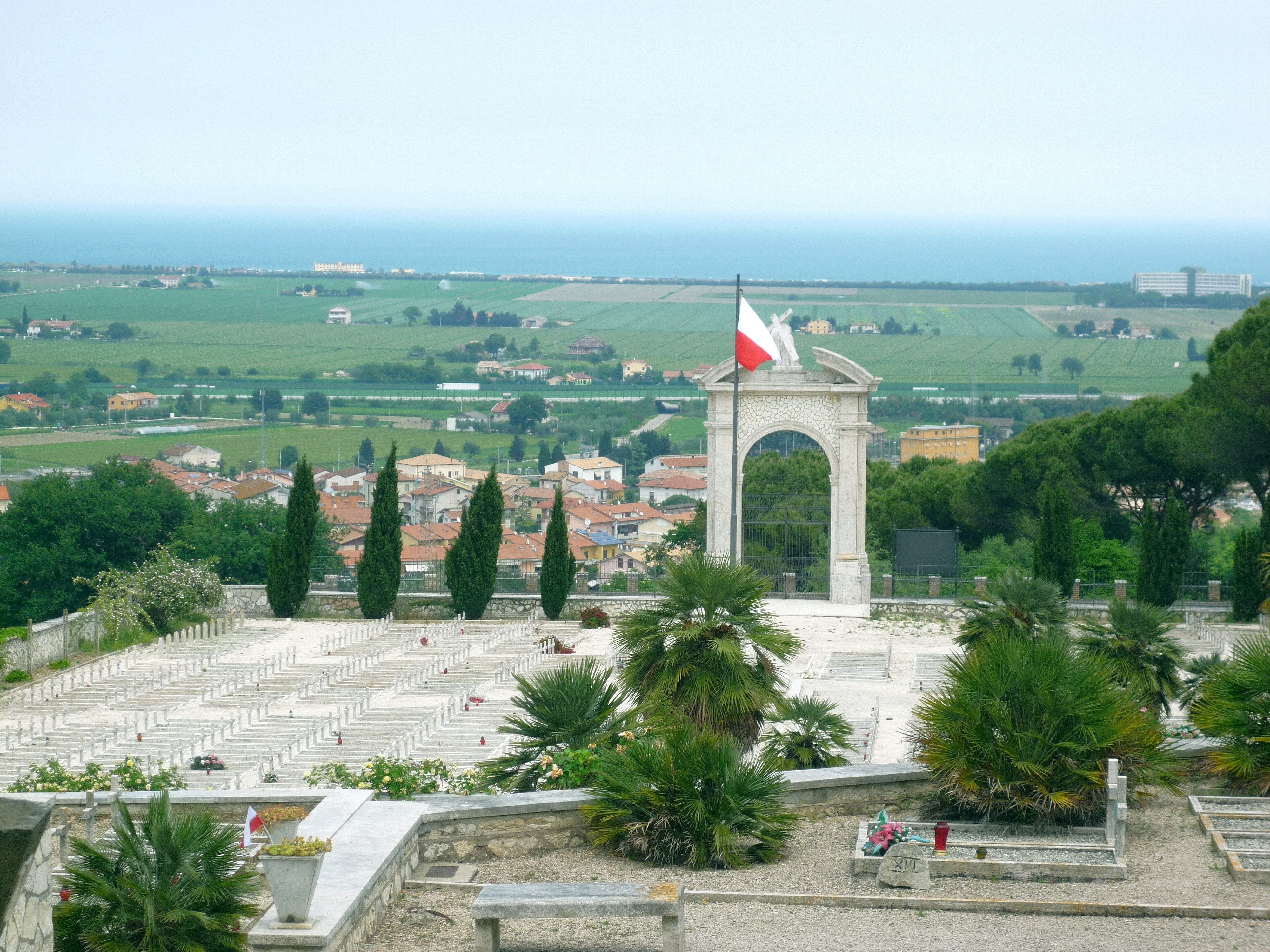
Loreto – polski cmentarz wojenny
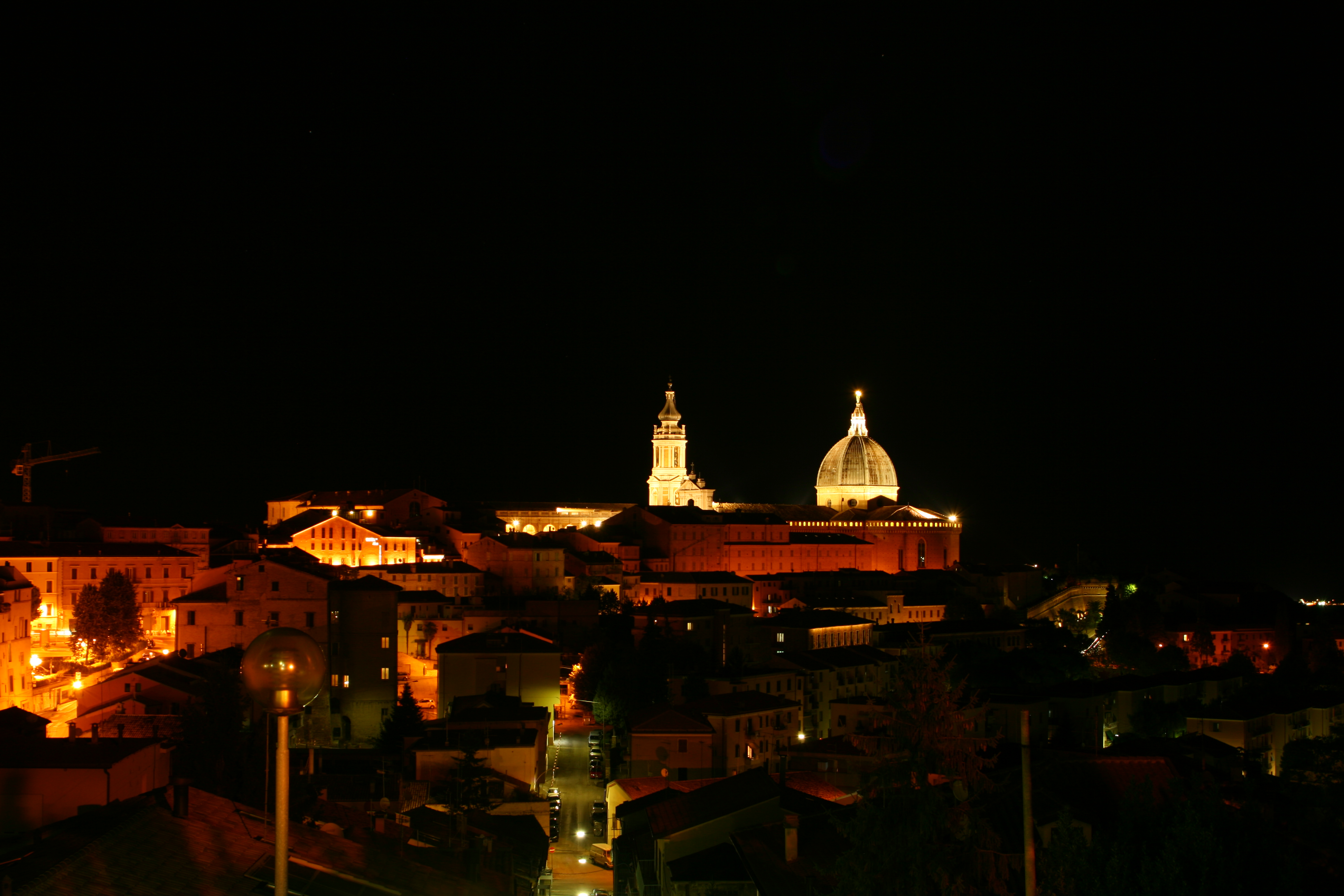
Loreto w nocnej szacie – widok na bazylikę